# NGC 772
NGC 772 es una galaxia espiral situada en la constelación de Aries a una distancia no demasiado bien conocida, pero que se calcula sobre la base de su desplazamiento al rojo que es de algo más de 100 millones de años luz, la cual de ser cierta convertiría a ésta en una galaxia muy luminosa, bastante más que Andrómeda e incluso que galaxias elípticas gigantes cómo las M49 o M87, y grande -con un diámetro de más de 200000 años luz-.
A pesar de su abundancia en hidrógeno neutro, que además llega hasta mucho más allá del disco visible, NGC 772 parece estar experimentando relativamente poca formación estelar, con brazos lisos y pocas y débiles regiones de formación estelar -excepto el brazo principal, que contiene varias de mayor tamaño y brillo- y es considerada una galaxia de tipo Sb, pero temprana; sin embargo, su rasgo más notable es hallarse en interacción con varias galaxias compañeras, la mayor la galaxia elíptica NGC 770, las cuales han provocado en NGC 772 la existencia de un brazo espiral mucho mayor y formado que los demás, la existencia de puentes de materia entre ellas y la galaxia espiral, y su inclusión en el Atlas de galaxias peculiares de Halton C. Arp con el número Arp 78 (Galaxia espiral con compañera de alto brillo de superficie).